# Rhyticeros narcondami

Maschio e femmina

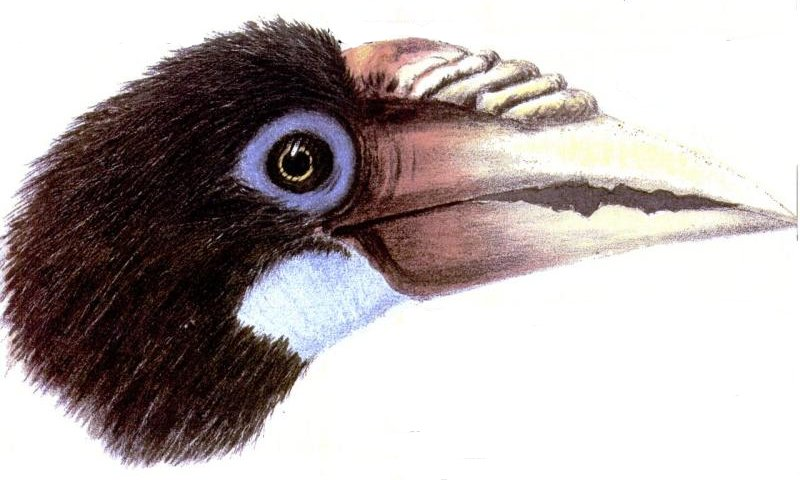
La testa della femmina

Il bucero di Narcondam (Rhyticeros narcondami Hume, 1873) è un uccello della famiglia dei Bucerotidi endemico di Narcondam, un'isola delle Andamane.

## Descrizione

### Dimensioni
Misura 45-50 cm di lunghezza, per un peso di 700-750 g nel maschio e di 600-750 g nella femmina.

### Aspetto
Il bucero di Narcondam appartiene al genere Rhyticeros, che comprende 6 specie distribuite tra l'Assam (India orientale) e le isole Salomone. Tutte queste specie sono caratterizzate dall'assenza di piume sul mento e sulla gola e dalla presenza di solchi trasversali sulla base del becco. La specie in questione è la più piccola del suo genere, in quanto la lunghezza delle sue ali non supera i 31 cm, mentre quelle dei suoi cugini misurano più di 35 cm. Il suo peso raggiunge a malapena un terzo di quello del bucero di Blyth, del bucero ondulato e del bucero birmano. Nonostante queste differenze apparenti, alcuni tratti indicanti la sua parentela sono comunque evidenti: nel bucero di Narcondam la pelle nuda della gola è meno estesa e termina in maniera netta e rettilinea, mentre nelle specie citate prima essa finisce formando un semicerchio. Il cappuccio e la nuca del maschio presentano un colore castano brillante, mentre la parte anteriore del collo è color camoscio solo nella parte superiore, virando al castano a contatto con il petto. Il becco è più stretto e meno ricurvo di quello del bucero ondulato; la differenza appare ancora più evidente se paragonato a quello del bucero birmano. Le protuberanze del casco sono più marcate che nelle altre due specie. Il piumaggio nero del dorso mostra dei riflessi verdi sotto tutti gli spettri di luce. Nei buceri ondulato e birmano, sotto una certa illuminazione, il piumaggio nero presenta una sfumatura decisamente blu. Maschio e femmina sono simili, anche se quest'ultima è leggermente più piccola. In entrambi i sessi l'iride è di colore rosso chiaro, le zampe e i piedi sono marroni. Entrambi hanno lo stesso becco giallo, con un'ampia linea rosso-brunastra alla base delle due mandibole. La placca posteriore del casco è bruno-rossastra, bordata di giallastro. La serie di protuberanze è giallo corno intervallata da scanalature nero-brunastre. La pelle nuda orbitale è blu chiara, quella golare è bianca con una sfumatura blu-verdastra. Tuttavia, nella femmina l'intera livrea, ad eccezione della coda, completamente bianca, è nero giaietto. La sua testa nera la distingue facilmente dal maschio, che ha la gola camoscio e il resto della testa interamente castano brillante.

## Biologia

### Comportamento
Non vi è alcuna indicazione di comportamento territoriale durante la stagione riproduttiva. La presenza vicino al nido di altri adulti viene tollerata e la distanza tra due nidi limitrofi può essere inferiore a 25 metri. I buceri di Narcondam emettono un forte ka-ka-ka-ka-ka starnazzante.

### Alimentazione
I fichi costituiscono la parte più importante del menu, ma i buceri di Narcondam si nutrono anche dei frutti di una trentina di altre specie diverse, tra le quali figurano la palma coda di pesce (Caryota mitis), alcune Sterculiacee (Sterculia rubiginosa) e alcune Meliacee. Oltre alla frutta, ai nidi viene trasportata anche una certa quantità di sostanze di origine animale, soprattutto mantidi e in numero minore ragni, granchi e lucertole. Nutrire la nidiata è una prerogativa esclusiva del maschio. Se uno dei nidiacei rimane nel nido per più di cinque giorni dopo che suo fratello e sua madre sono usciti all'esterno, la femmina non se ne occupa più e rimane in compagnia del più autonomo. Una volta fuori dal nido, i giovani continuano ad essere nutriti dai genitori.

### Riproduzione
La stagione riproduttiva inizia ai primi di febbraio, ma è in pieno svolgimento solo in marzo e aprile. Come negli altri buceri del genere Rhyticeros, la femmina rimane segregata nella cavità naturale di un albero. Durante l'intero ciclo di nidificazione, nel periodo che passa all'interno del nido, essa procede alla muta di remiganti e timoniere ed è pertanto fisicamente inadatta al volo. Il nido è collocato ad un'altezza che varia da 1,60 a 28 metri, ma oltre il 40% di essi è generalmente situato tra 10 e 15 metri. Le cavità situate nei tronchi e quelle scavate all'estremità dei rami vengono usate in uguale misura. Le essenze utilizzate per nidificare sono poche: le più comuni appartengono alla famiglia delle Tetramelacee (Tetrameles nudiflora). Il 60% dei nidi si trova al di sotto dei 100 m di altitudine, il 30% tra i 100 e i 200 m e solamente il 10% al di sopra dei 200 m. Mentre la maggior parte dei grandi buceri è in grado di allevare un solo pulcino, i buceri di Narcondam riescono ad allevare con successo anche due nidiacei. In tutti i nidi che sono stati monitorati, i due giovani si alzavano in volo in date differenti. Bisogna però aggiungere che la femmina inizia a covare dopo la deposizione del primo uovo e che le due uova non vengono deposte contemporaneamente: anzi, talvolta il secondo uovo viene deposto quasi 10 giorni dopo il primo. I maschi visitano regolarmente il nido per nutrire la femmina e i piccoli. Effettuano sistematicamente lo stesso tragitto che va dal nido ai siti di foraggiamento e fanno ritorno ogni 10-30 minuti.

## Distribuzione e habitat
Narcondam è una piccola isola situata 150 km ad est dell'arcipelago delle Andamane, nel golfo del Bengala. Con una superficie inferiore a 7 km², si presenta come un vulcano spento la cui cima culmina a 706 m e le cui pendici sono interamente ricoperte da foreste aride rade. Il bucero di Narcondam è presente in tutta l'isola, fatta eccezione per i versanti coperti da prateria esposti a sud e a sud-est. Bisogna tuttavia fare alcune precisazioni riguardo alla distribuzione della specie. Gli esemplari più anziani, riconoscibili dal maggior numero di scudi che ornano il casco, vivono ad altitudini più basse, generalmente al di sotto dei 300 m. Quelli più giovani, di età non superiore ai tre anni, abitano le zone più elevate. Questa distribuzione in funzione dell'età tende a dimostrare che le zone boschive situate a bassa quota sono più importanti e più adatte alla specie, fornendo loro migliori siti di nidificazione e alberi che offrono una maggiore produttività dal punto di vista delle risorse alimentari.

## Conservazione
Un primo censimento effettuato nel 1927 stimava la popolazione di buceri di Narcondam a circa 200 individui. Quasi 50 anni più tardi, nel 1972 una stima piuttosto imprecisa fissò questo numero tra 200 e 400 esemplari. L'ultima stima del 1998 stabilisce una cifra compresa tra 295 e 320 buceri, di cui 65-68 coppie nidificanti, il che indica una popolazione relativamente stabile. Tuttavia, tenuto conto del basso numero di esemplari e dell'esiguità dell'areale, il bucero di Narcondam, pur non sottoposto ad una pressione venatoria severa e non soffrendo troppo a causa del degrado dell'habitat, viene classificato come «specie in pericolo».